# Dichotomius interstitialis
Dichotomius interstitialis är en skalbaggsart som beskrevs av Luederwaldt 1931. Dichotomius interstitialis ingår i släktet Dichotomius och familjen bladhorningar. Inga underarter finns listade i Catalogue of Life.